# Grisolles (Aisne)
Grisolles település Franciaországban, Aisne megyében. Lakosainak száma 230 fő (2022. január 1.). Grisolles Bézu-Saint-Germain, Bonnesvalyn, La Croix-sur-Ourcq, Épaux-Bézu és Rocourt-Saint-Martin községekkel határos.

## Népesség
A település népességének változása:
| Lakosok száma | 137  | 116  | 152  | 197  | 205  | 236  | 252  | 240  | 234  | 230  |
|               | 1968 | 1982 | 1990 | 2006 | 2013 | 2015 | 2017 | 2019 | 2020 | 2022 |